# Claudio Fava
Pour les articles homonymes, voir Fava.
Claudio Fava (nom complet : Giovanni Claudio Fava) (né le 15 avril 1957 à Catane) est une personnalité politique et un journaliste italien, leader de la Gauche démocrate depuis l'échec électoral de 2008.

## Biographie
Son père Giuseppe Fava, fondateur des I Siciliani, a été assassiné par la mafia le 5 janvier 1984 à Catane.
Ancien député à la Camera dei deputati (XIe législature, pour « La Rete »), Claudio Fava est député européen de 1999 à 2009, inscrit au groupe du Parti socialiste européen. Il fait partie de la Commission parlementaire de la politique régionale, des transports et du tourisme, devenue ensuite Commission du développement régional. Il s'intéresse particulièrement aux relations de l'Union européenne avec l'Amérique latine.
Lors des élections régionales siciliennes de 2017, candidat à la présidence, il obtient 6,10 % des voix et un siège de député à l'Assemblée régionale de Sicile.

### Action au sein de la Commission temporaire sur Guantanamo
Claudio Fava est le rapporteur spécial de la Commission temporaire sur l'utilisation alléguée de pays européens par la CIA pour le transport et la détention illégale de prisonniers, constituée par le Parlement européen en janvier 2006, qui enquête sur la responsabilité des gouvernements de plusieurs États européens. Ceux-ci auraient donné leur accord au survol ou à l’utilisation de leur territoire pour transférer des prisonniers vers le camp d’internement américain de Guantanamo.
Dans le cadre de cette Commission temporaire, il est l'auteur d'une résolution qui incrimine plusieurs gouvernements et demande que toute la lumière soit faite sur ces allégations. Le projet de résolution mentionnait à l'origine la responsabilité de José Manuel Barroso, à l'époque où il était Premier ministre du Portugal. Mais les députés du groupe conservateur PPE ainsi que ceux du groupe socialiste PSE refusent de mettre en cause Barroso, entretemps devenu Président de la Commission européenne.
La résolution est adoptée par le Parlement européen le 19 février 2009. Elle affirme que "Les personnes enlevées dans certains États membres dans le cadre du programme de restitutions extraordinaires ont été transférées par avion à Guantánamo ou dans d'autres États par les autorités américaines sur des vols militaires ou des vols de la CIA, qui ont bien souvent survolé le territoire de l'Union et ont même, dans certains cas, fait des escales dans certains États membres", et "dénonce l'inaction des États membres et du Conseil, qui n'ont encore rien fait pour faire toute la lumière sur le programme de restitutions extraordinaires et mettre en œuvre les recommandations du Parlement". Elle ne mentionne pas le gouvernement Barroso.